# Chứng thư thẩm định giá
Chứng thư thẩm định giá là văn bản do Doanh nghiệp, tổ chức thẩm định giá lập ra nhằm chứng nhận giá trị tài sản, xác nhận những điều trình bày là đúng với những phân tích bị hạn chế do các giải thiết đã được báo cáo và thẩm định dựa trên tên, địa chỉ của Thẩm định viên.

## Nội dung
Nội dung chính của Chứng thư thẩm định giá:
1. Mục đích thẩm định giá
2. Thời điểm thẩm định giá
3. Căn cứ thẩm định giá
4. Đặc điểm thực trạng tài sản thẩm định giá
5. Cơ sở và phương pháp thẩm định giá
6. Kết quả thẩm định giá